# NGC 2663
NGC 2663 في الفهرس العام الجديد، هي مجرة، تقع في كوكبة بيت الإبرة. اكتشفت في 8 فبراير 1886 بواسطة لويس سويفت.

## روابط خارجية
- NGC 2663 على موقع ويكي سكاي: DSS2, SDSS, GALEX, IRAS, Hydrogen α, X-Ray, Astrophoto, Sky Map, Articles and images